# Fallen Angels (låt)
"Fallen Angels" är den tredje singeln av det amerikanska rockbandet Black Veil Brides. Singeln är den första att släppas från deras andra album Set the World on Fire. Låten är inspirerad av den bibliska historia som berättas i kapitel 12 av Uppenbarelseboken, där Satan och en tredjedel av Guds änglar gjorde uppror mot Gud och startade ett krig i himlen. De kastades därför ner från himlen till jorden, och blev "fallna änglar". Andy och Black Veil Brides introducerades till berättelsen av deras omslagsdesigner Richard Villa.

## Låtlista
| Nr | Titel         | Längd |
| -- | ------------- | ----- |
| 1. | Fallen Angels | 3:45  |

## Musikvideo
En musikvideo till låten släpptes på Youtube den 23 maj 2011, regisserad av Nathan Cox. Videon släpptes på Itunes kort efter att den haft premiär på Youtube. I videon faller Black Veil Brides från rymden och kraschlandar på jorden inuti kometer och när de landar kommer de ut och framför låten, samtidigt som en grupp anhängare samlas runt dem.

## Personnel
Black Veil Brides
- Andy Biersack - sång
- Jake Pitts - sologitarr
- Jinxx - kompgitarr, bakgrundssång
- Ashley Purdy - elbas, bakgrundssång
- Christian "CC" Coma - trumset, slagverk

Produktion
- Nathan Cox - regissör